# Näsmarken
Näsmarken este o arie protejată (arie specială de conservare — SAC, sit de importanță comunitară — SCI) din Suedia întinsă pe o suprafață de 38,2 ha, integral pe uscat.

## Localizare
Centrul sitului Näsmarken este situat la coordonatele 56°10′03″N 15°39′16″E / 56.1675°N 15.6545°E.

## Înființare
Situl Näsmarken a fost declarat sit de importanță comunitară în noiembrie 2003 pentru a proteja 1 specie de animale. Situl a fost protejat și ca arie specială de conservare în martie 2011.

## Biodiversitate
Situată în ecoregiunile continentală și marină baltică, aria protejată conține 6 habitate naturale: Păduri de fag Luzulo-Fagetum, Păduri de fag Asperulo-Fagetum, Roci stâncoase cu vegetație pionieră de Sedo-Scleranthion sau Sedo albi-Veronicion dillenii, Păduri acidofile de stejar bătrân cu Quercus robur pe câmpii nisipoase, Păduri de stejar sau de stejar și carpen sub-atlantice și medio-europene de Carpinion betuli, Taiga vestică.
La baza desemnării sitului se află o specie protejată de  nevertebrate: rădașcă (Lucanus cervus).